# Disciplina positiva

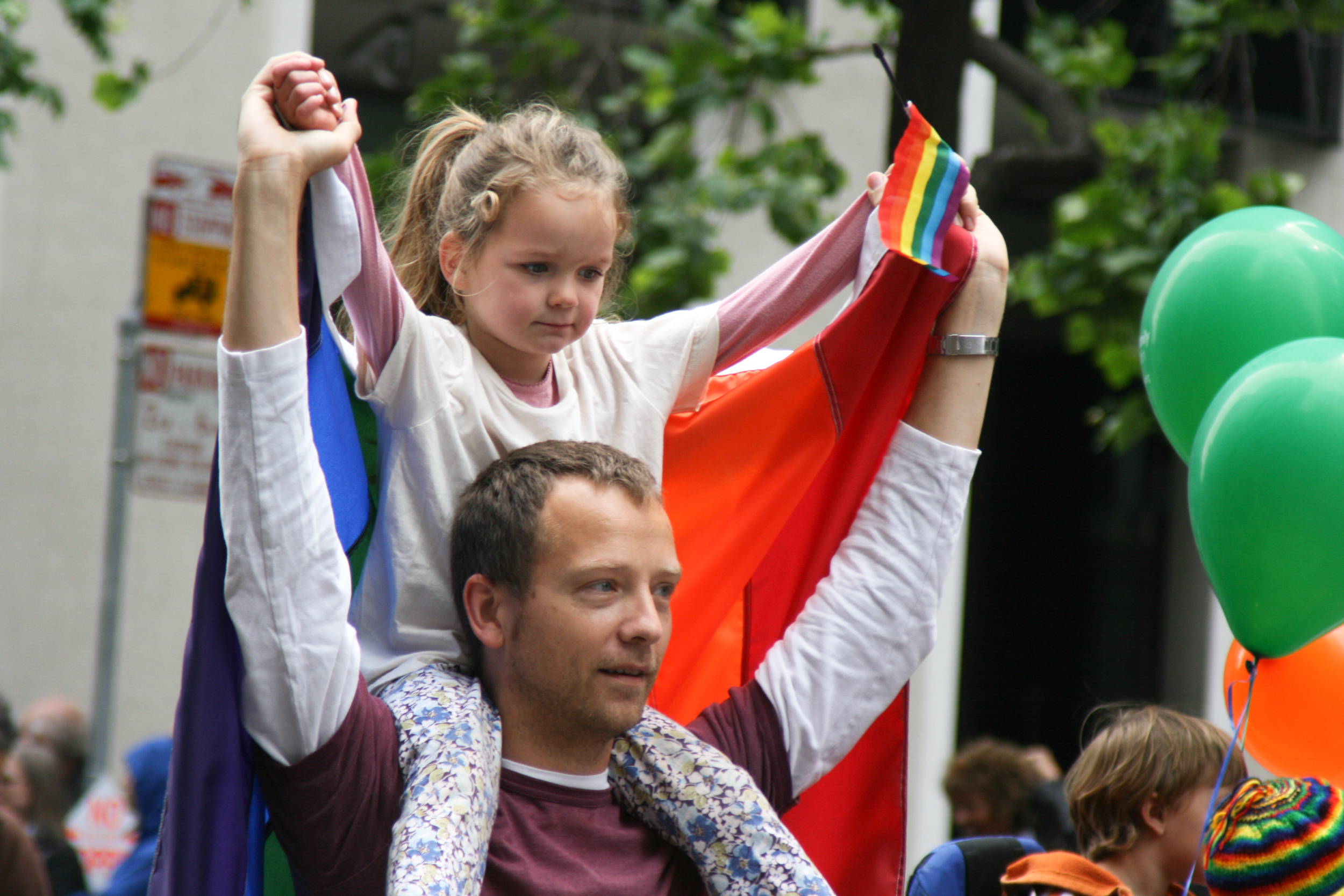
La disciplina positiva promueve una relación positiva entre padres e hijos.

La disciplina positiva es un enfoque educativo que se centra en promover el desarrollo socioemocional de los niños a través del respeto mutuo, la comunicación efectiva y la resolución constructiva de conflictos. Este método, fundamentado en la psicología y la pedagogía, busca fomentar habilidades de autorregulación, responsabilidad y empatía en los niños, al mismo tiempo que fortalece la relación entre padres, cuidadores y educadores con los menores.

## Orígenes y desarrollo
Los orígenes de la disciplina positiva se remontan a las teorías y prácticas de varios expertos en psicología infantil y desarrollo humano, así como a movimientos educativos que surgieron a lo largo del siglo XX. Si bien no hay un único precursor de la disciplina positiva, varios investigadores y educadores contribuyeron a su desarrollo y difusión a lo largo del tiempo.
Uno de los precursores importantes fue Alfred Adler, un médico y psicoterapeuta austríaco que desarrolló la teoría de la psicología individual. Adler creía en la importancia de comprender la perspectiva única de cada individuo y en el papel crucial de la autoestima en el desarrollo humano. Su enfoque destacaba la importancia de criar a los niños con respeto y fomentar su autonomía y responsabilidad desde una edad temprana.
Otro contribuyente importante fue Rudolf Dreikurs, quien trabajó estrechamente con Adler y desarrolló aún más sus ideas sobre la crianza positiva y la resolución de conflictos en el hogar y en el aula. Dreikurs enfatizaba la importancia de establecer límites claros y coherentes, así como de fomentar la cooperación y el respeto mutuo entre padres, maestros y niños.
En la década de 1980, Jane Nelsen, una psicóloga y educadora estadounidense, popularizó el término "disciplina positiva" a través de sus libros y talleres. Nelsen integró las ideas de Adler y Dreikurs con conceptos modernos de crianza y educación, proporcionando herramientas prácticas y estrategias para implementar la disciplina positiva en el hogar y en la escuela.
Desde entonces, la disciplina positiva ha seguido evolucionando y adaptándose a medida que nuevos investigadores y profesionales han contribuido con sus ideas y experiencias. Hoy en día, la disciplina positiva se ha convertido en un enfoque ampliamente reconocido y utilizado en todo el mundo, con numerosos recursos disponibles para padres, educadores y profesionales de la salud infantil. Su popularidad se debe en gran parte a su enfoque en el respeto mutuo, la comunicación efectiva y el desarrollo integral de los niños.

## Principios fundamentales
La disciplina positiva se fundamenta en una serie de principios clave:
1. Respeto mutuo: Reconoce la importancia de tratar a los niños con respeto, considerando sus sentimientos, necesidades y deseos de manera igualitaria.
2. Fomento de la autonomía: Promueve la toma de decisiones y la responsabilidad personal desde una edad temprana, permitiendo que los niños participen activamente en la resolución de problemas.
3. Disciplina sin castigo: Evita el uso de castigos físicos o emocionales, en su lugar, busca alternativas que enseñen a los niños las consecuencias naturales de sus acciones y promuevan el aprendizaje a través de la reflexión.
4. Comunicación efectiva: Prioriza la comunicación abierta y honesta entre padres e hijos, fomentando un diálogo constructivo que promueva la comprensión mutua.
5. Modelado de comportamiento: Reconoce el papel crucial de los adultos como modelos a seguir, mostrando a los niños comportamientos positivos y habilidades de afrontamiento efectivas.

## Técnicas y estrategias
La disciplina positiva se apoya en una variedad de técnicas y estrategias que buscan promover un ambiente familiar o educativo saludable y cooperativo:
1. Establecimiento de límites claros: Define expectativas y normas claras y coherentes, que se comuniquen de manera respetuosa y consistente.
2. Reforzamiento positivo: Reconoce y elogia el comportamiento deseado, reforzando las acciones positivas de los niños.
3. Solución de problemas conjunta: Invita a los niños a participar en la búsqueda de soluciones a los conflictos, promoviendo la colaboración y la resolución pacífica.
4. Tiempo de conexión: Dedica tiempo de calidad para conectar emocionalmente con los niños, fortaleciendo los vínculos afectivos y la confianza mutua.
5. Consecuencias lógicas: Utiliza consecuencias relacionadas con la acción del niño, que sean lógicas y educativas, en lugar de punitivas.

## Impacto y repercusión
La disciplina positiva ha demostrado tener numerosos beneficios tanto para los niños como para los adultos que los rodean. Al promover una crianza basada en el respeto y la empatía, este enfoque contribuye al desarrollo de habilidades sociales, emocionales y cognitivas en los niños, así como a una relación más armoniosa y satisfactoria entre padres e hijos.
Además, la disciplina positiva ha sido ampliamente adoptada por profesionales de la educación y la psicología infantil, así como por padres y cuidadores en todo el mundo, quienes han encontrado en este enfoque una alternativa efectiva y respetuosa para promover el crecimiento y el bienestar de los niños.

## Críticas
A pesar de su popularidad y eficacia percibida, la disciplina positiva no está exenta de críticas y controversias. Algunos críticos argumentan que este enfoque puede ser percibido como permisivo o indulgente, y que puede no ser efectivo en situaciones donde se requiere una disciplina más firme.
Sin embargo, los defensores de la disciplina positiva sostienen que, cuando se implementa de manera adecuada y consistente, este enfoque puede ayudar a los niños a desarrollar un sentido de responsabilidad, autonomía y resiliencia, al mismo tiempo que fortalece los lazos familiares y promueve un clima de armonía y cooperación.

## Conclusiones
La disciplina positiva ofrece un enfoque alternativo y respetuoso para educar a los niños, basado en el entendimiento de sus necesidades emocionales y el fomento de relaciones basadas en el respeto mutuo y la colaboración. Al promover el desarrollo integral de los niños y fortalecer los lazos familiares, este enfoque continúa siendo objeto de interés y estudio en el ámbito de la educación y la psicología infantil.